# Гора Свержения
Гора Свержения или гора Низвержения (ивр. הר הקפיצה‎, Har Hakfitsa или Har Kedumim ; араб. جبل القفزة‎, букв. гора Прыжка) — гора высотой 397 метров, находящаяся в 2 км на юг от современного центра Назарета, в Израиле. Эта гора, согласно католической традиции, является горой, с которой связано евангельское повествование о попытке иудеев свергнуть Иисуса Христа с горы после Его проповеди в назаретской синагоге. Согласно православному преданию, место этого события находится на соседней горе.

## В христианстве
В Евангелии от Луки приводится эпизод, когда Иисус Христос пришёл в назаретскую синагогу и стал читать иудеям место из книги пророка Исаии о пришествии Мессии (Ис. 61:1-2), говоря, что на Нём сбылось это пророчество. После того как Иисус стал обличать иудеев в неверии Ему, «все в синагоге исполнились ярости и, встав, выгнали Его вон из города и повели на вершину горы, на которой город их был построен, чтобы свергнуть Его; но Он, пройдя посреди них, удалился» (Лк. 4:28-30).
По крайней мере уже к началу IX века гору, с которой иудеи хотели сбросить Иисуса Христа, стали отождествлять с горой, находящуюся на расстояние 2 км на юг от современного центра Назарета (базилики Благовещения).
Согласно памятной записке о домах Божиих, составленной по указу Карла Великого в 808 году, на горе Свержения находился монастырь, посвящённый Деве Марии. Свидетельством монастыря остаются остатки надписей на скале, фрагментах керамики византийской эпохи.
Согласно апокрифу, Иисус Христос спрыгнул с края горы Свержения вниз в Изреельскую долину и приземлился невредимым. Поэтому крестоносцы назвали это место «Прыжок Господа». Об этом «прыжке» упоминают католические паломники в XIII и XIV веках.
В 2009 году на горе был создан открытый амфитеатр, который стал местом проведения торжеств во время визита папы римского Бенедикта XVI в Святую Землю.
Согласно православному преданию, гора, с которой иудеи намеревались свергуть Иисуса Христа, находится ближе к Назарету, на расстоянии примерно 1 км на юг от базилики Благовещения. Это гора имеет крутой обрыв глубиной около 40 метров. На вершине этой горы на средства пензенской помещицы Марии Киселёвой была воздвигнута церковь, освящённая в 1880 году митрополитом Назарета Нифонтом. Впоследствии церковь пришла в запустение, но была отреставрирована в 2009 году. Католики эту церковь называют церковью «Богоматери в страхе», так как, согласно католическому преданию, на этом месте стояла Божия Матерь, когда разгневанные иудеи хотели сбросить Её Сына с обрыва горы Свержения. Протестанты в качестве альтернативного места евангельского события предлагают место около маронитской церкви Благовещения на северной окраине Назарета. Там имеется обрыв глубиной около 15 метров. В качестве обоснования такого выбора приводится значительное расстояние от Назарета до горы Свержения, в то время как неподалёку были у другие возвышенности.

## Описание

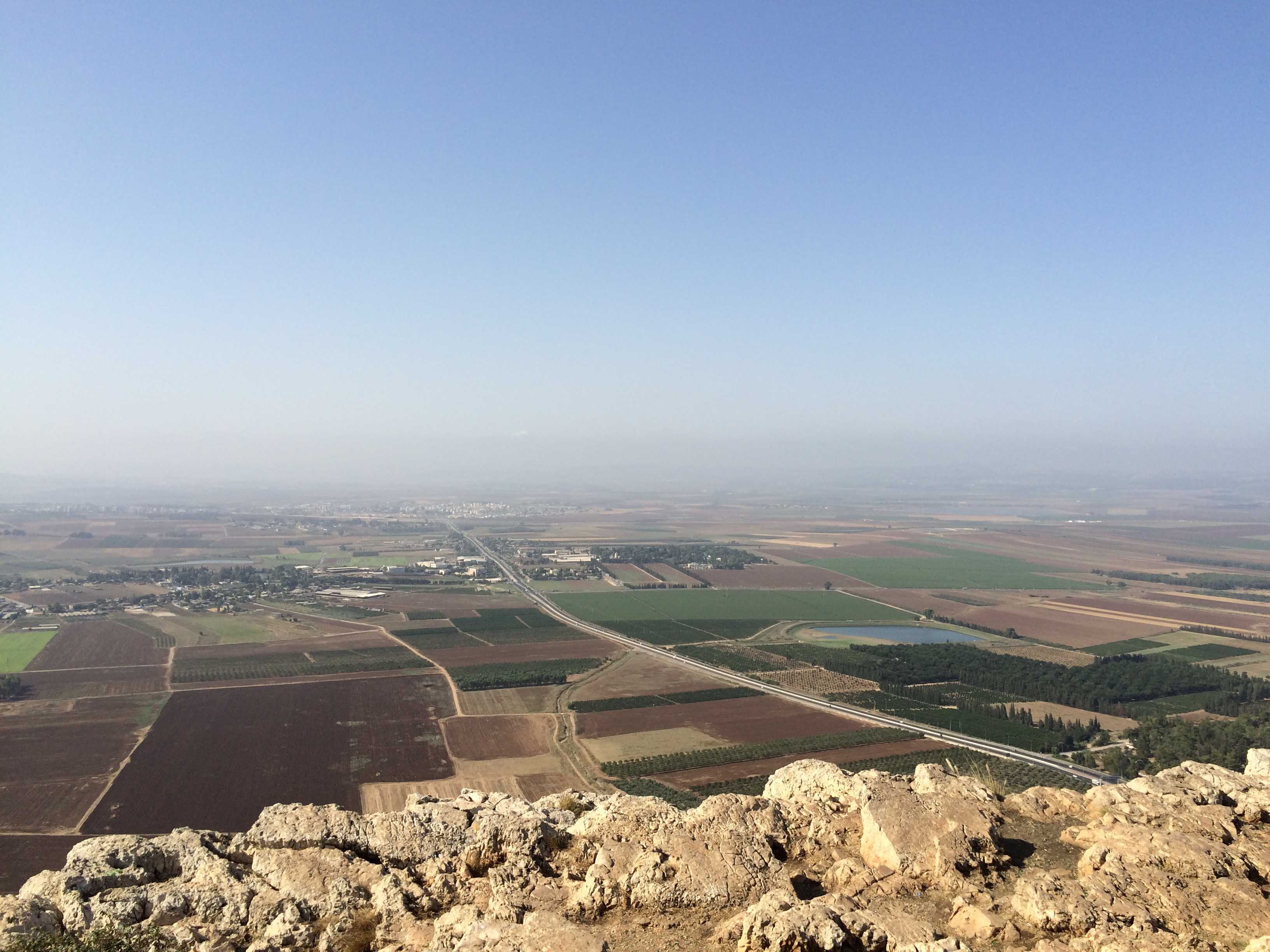
Вид с горы Свержения на Изреельскую долину

С южного склона горы Свержения открывается панорамный вид на Изреельскую долину с арабскими деревнями, израильскими кибуцами и городом Афула, гору Фавор. На вершине горы оборудована смотровая площадка. Гора содержит гроты, но они труднодоступны. На западном склоне горы находится пещера Кафзех, в которой во время раскопок было обнаружено 13 неандертальских скелетов. Пещера использовалась монахами в VI веке. В настоящее время она закрыта для туристов.

## Галерея

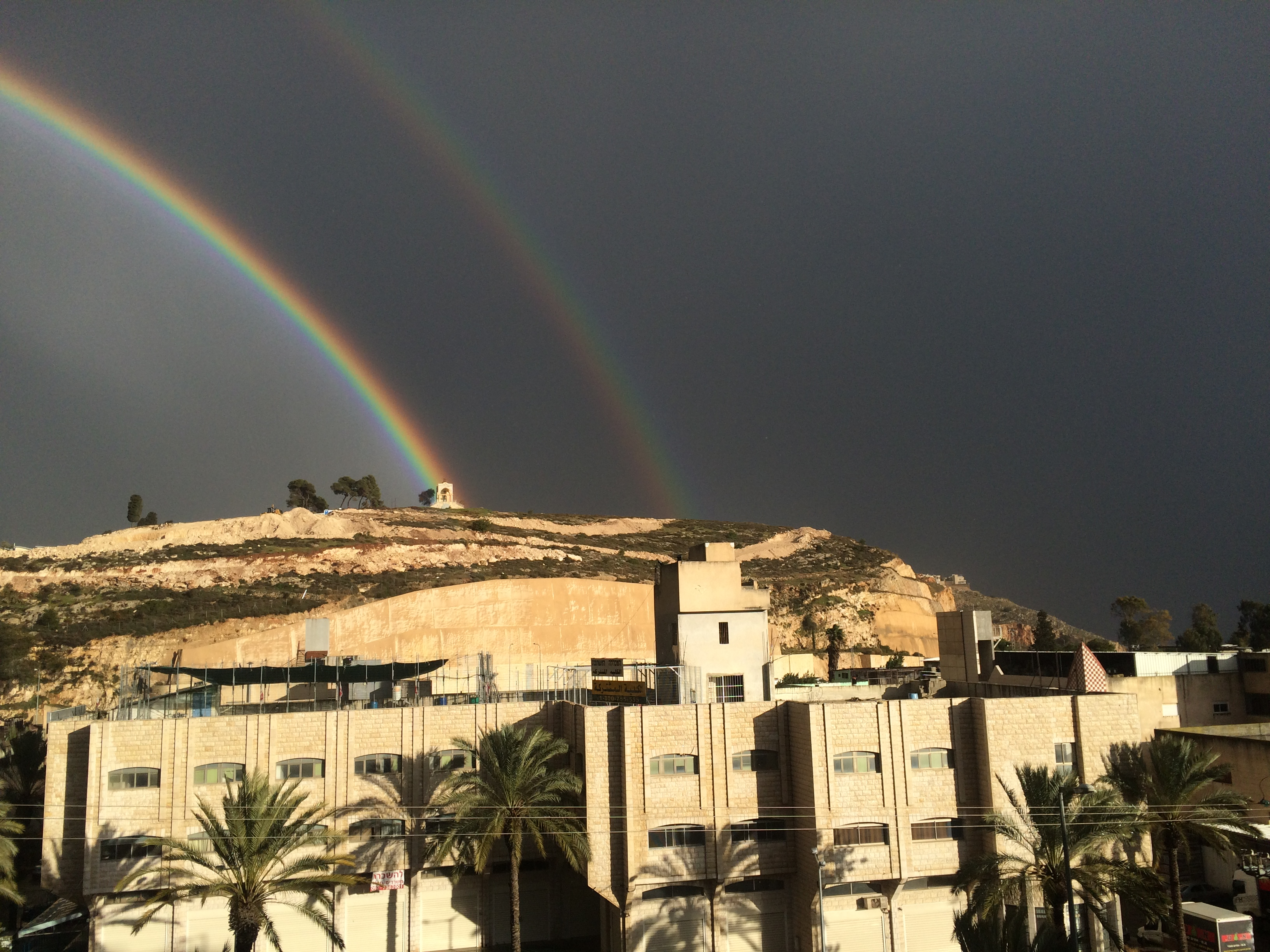
Вид на гору, с которой согласно греческому православному преданию, иудеи намеревались свергнуть Иисуса Христа.
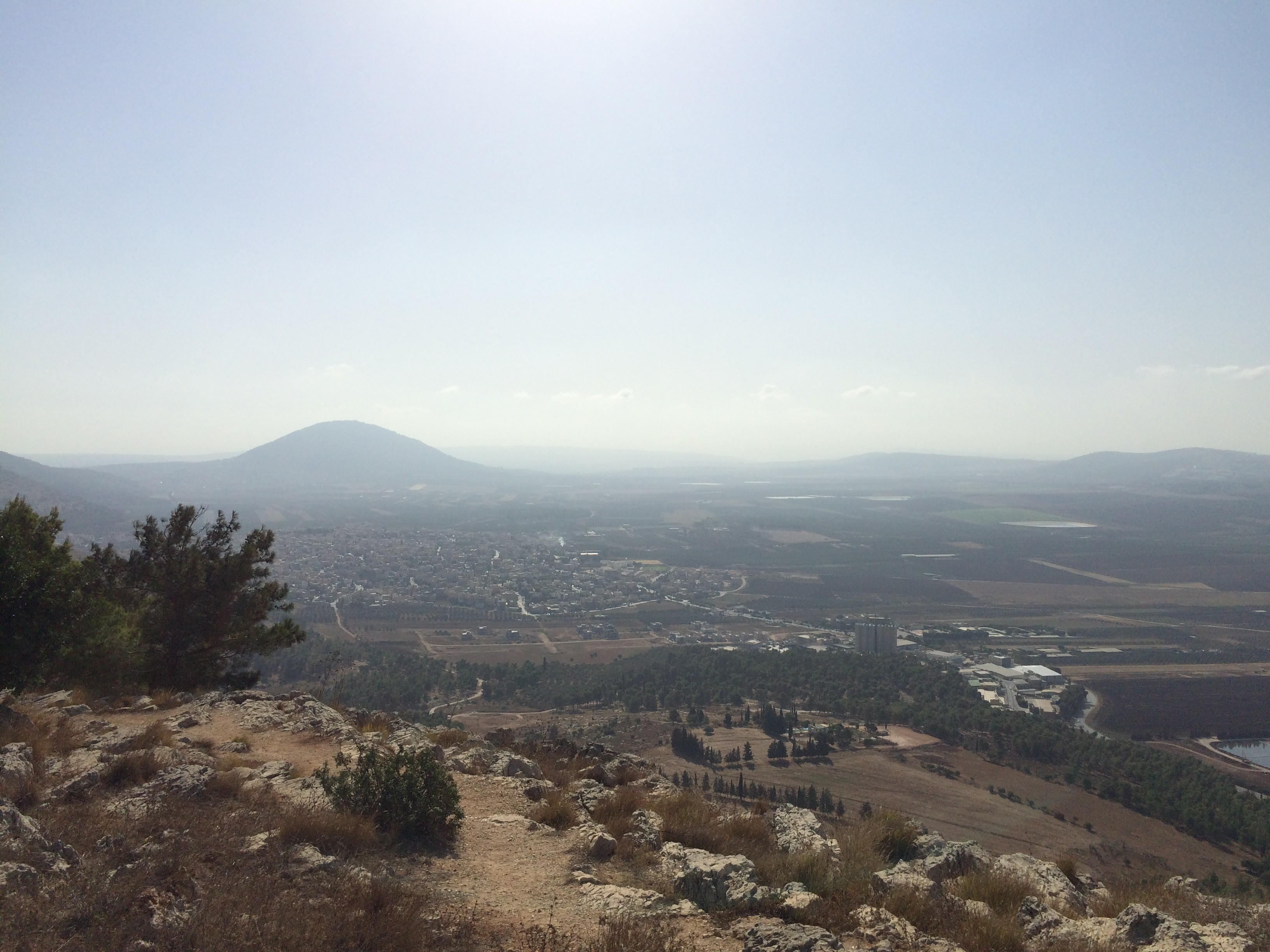
Вид на гору Фавор с горы Свержения
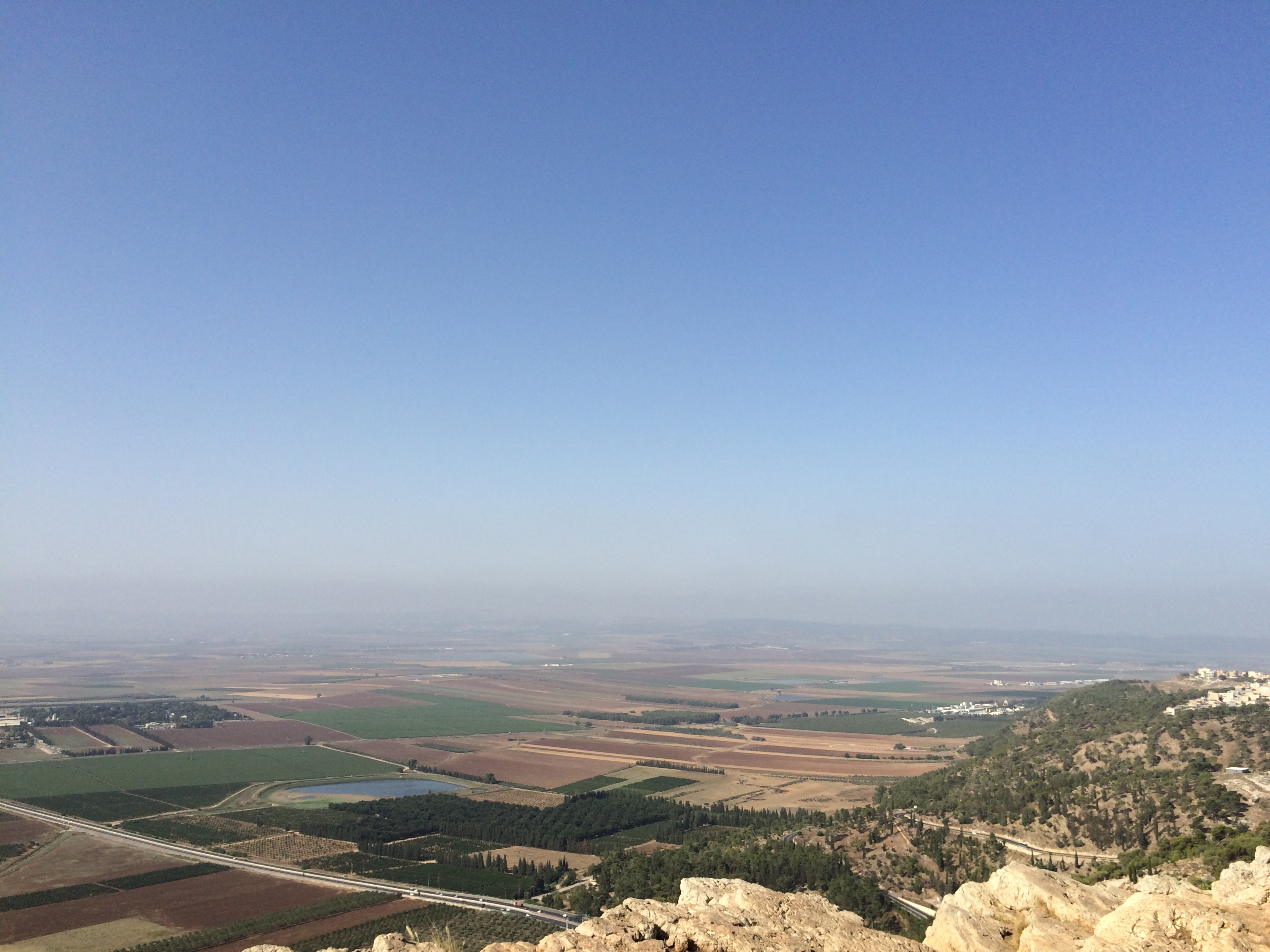
Вид на Изреельскую долину с горы Свержения
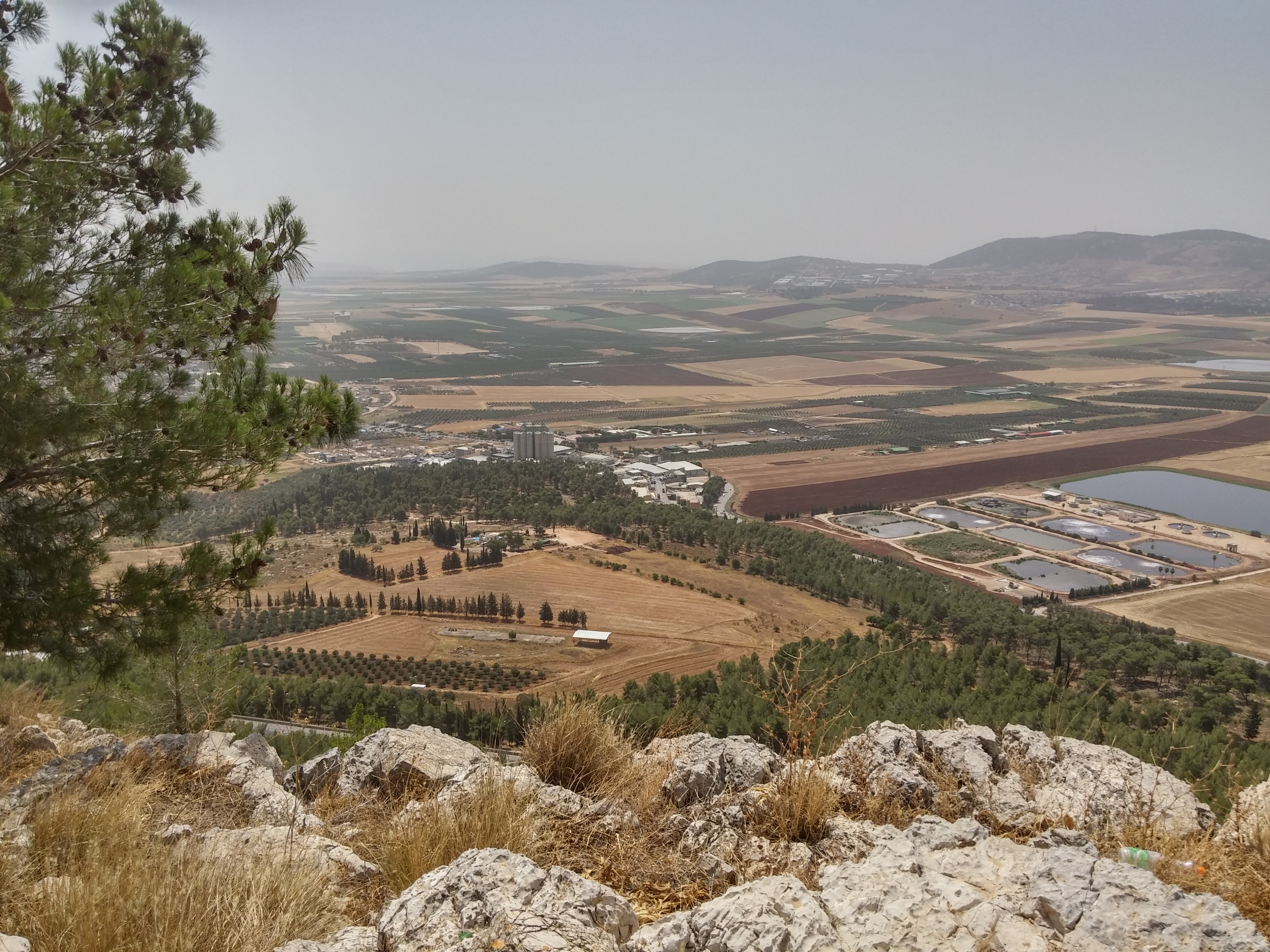
Вид на Изреельскую долину с горы Свержения